# Xylomelum
Xylomelum es un género de plantas de la familia Proteaceae con cinco especies;  nativo de Australia, creciendo como arbustos altos y árboles.  
Hay dos especies con el mismo nombre común "woody pear" (pera leñosa), Xylomelum pyriforme en los estados del este de Australia  y Xylomelum occidentale en Australia Occidental.

## Clasificación
Recientes estudios moleculares tienen a Xylomelum en pareja como un clado hermano de Lambertia.

## Especies seleccionadas
Xylomelum angustifolium

Xylomelum cunninghamianum

Xylomelum occidentale

Xylomelum pyriforme

Xylomelum scottianum